# Iodes
Iodes es un género  de plantas  perteneciente a la familia Icacinaceae. Es originario de Madagascar y el centro de África. El género fue descrito por blume y publicado en Bijdragen tot de flora van Nederlandsch Indië  30 en el año 1825. Su especie tipo es Iodes ovalis Blume.

## Especies
- Iodes africana Welw. ex Oliv.
- Iodes globulifera H.Perrier
- Iodes kamerunensis Engl.
- Iodes klaineana Pierre
- Iodes liberica Stapf
- Iodes madagascariensis Baill.
- Iodes nectarifera H.Perrier
- Iodes perrieri Sleumer
- Iodes pierlotii Boutique
- Iodes seretii (De Wild.) Boutique
- Iodes usambarensis Sleumer
- Iodes yangambiensis Louis ex Boutique